# Клів Данн
Клайв Роберт Бенджамін Данн (англ. Clive Robert Benjamin Dunn; 9 січня 1920 — 6 листопада 2012) — англійський актор, комедіант, артист і співак. Найбільше відомий за роллю капрала у відставці Джонса в телесеріалі-сіткомі ВВС "Татусева армія"

## Раннє Життя
Народився в Брікстоні, Лондон. Був сином акторів і двоюрідним братом актриси Гретхен Франклін. Здобув освіту в Sevenoaks School, незалежній школі для хлопчиків (нині спільна освіта). Після закінчення школи навчався в Академії театрального мистецтва Italia Conti в Лондоні.
У 30-х роках у нього було кілька невеликих ролей у кіно. У 1939 році він був помічником режисера гастрольної постановки «Невидима загроза» . Однак детективна п'єса не мала успіху, оскільки обрана зірка шоу Теренс де Марні не з'явився на сцені, а його діалог був забезпечений грамофонним записом.

## Військова служба
З початком Другої світової війни Данн приєднався до Британської армії в 1940 році. Він служив кавалеристом у 4-му гусарському полку Її Величності. Полк був відправлений на Близький Схід у складі 1-ї бронетанкової бригади в 6 - й австралійській піхотній дивізії , яка брала участь в операції «Маріта» .  Данн воював в ар'єргарді біля коринфського каналу в квітні 1941 року. Однак полк був змушений капітулювати після того, як його захопили. Данн був серед 400 чоловік (включаючи всіх старших офіцерів полку), яких узяли як військовополонених .
Данн перебував в якості військовополоненого в Австрії протягом наступних чотирьох років. Після закінчення війни він залишився в армії і був остаточно демобілізований у 1947 році.